# 20379 Christijohns
A 20379 Christijohns (ideiglenes jelöléssel 1998 KS47) a Naprendszer kisbolygóövében található aszteroida. A LINEAR projekt keretében fedezték fel 1998. május 22-én.